# Home from Home
Home from Home is het vijfde studioalbum van de Zweedse punkband Millencolin.

## Nummers
1. "Man Or Mouse" - 3:04
2. "Fingers Crossed" - 2:47
3. "Black Eye" - 3:13
4. "Montego" - 3:00
5. "Punk Rock Rebel" - 3:06
6. "Kemp" - 3:26
7. "Botanic Mistress" - 2:11
8. "Happiness For Dogs" - 3:25
9. "Battery Check" - 3:20
10. "Fuel To The Flame" - 1:54
11. "Afghan" - 2:42
12. "Greener Grass" - 2:50
13. "Home From Home" - 2:13
14. "Absolute Zero" (Japanse bonustrack)
15. "Downhill Walk" (Japanse bonustrack)

Nikola Šarčević · Mathias Färm · Fredrik Larzon · Erik Ohlsson
Albums en ep's: Use Your Nose · Skauch · Same Old Tunes · Life on a Plate · For Monkeys · Hi-8 Adventures Soundtrack · The Melancholy Collection · Pennybridge Pioneers · No Cigar · Millencolin/Midtown Split · Home from Home · Kingwood · Machine 15 · The Melancholy Connection · True Brew · SOS
Video's en dvd's: Millencolin and the Hi-8 Adventures